# Małgorzata Baran
Małgorzata Baran – polska ekonomistka, dr hab. nauk ekonomicznych, adiunkt i prodziekan Collegium Civitas.

## Życiorys
W 2003 ukończyła studia ekonomiczne na Uniwersytecie Mikołaja Kopernika w Toruniu, 14 maja 2008 obroniła pracę doktorską Determinanty i rezultaty clusteringu. Na przykładzie przedsiębiorstw regionu podkarpackiego, 16 stycznia 2019 habilitowała się na podstawie pracy zatytułowanej Uwarunkowania skuteczności mentoringu w organizacji. Została zatrudniona na stanowisku asystenta w Katedrze Podstawowych Problemów Zarządzania na Wydziale Nauk Ekonomicznych i Zarządzania Uniwersytetu Mikołaja Kopernika w Toruniu.
Jest adiunktem i prodziekanem w Collegium Civitas.